# Grand megye (Colorado)
Grand megye az Amerikai Egyesült Államokban, azon belül Colorado államban található. Megyeszékhelye Hot Sulphur Springs, legnagyobb városa Granby. Lakosainak száma 15 717 fő (2020. április 1.). Grand megye Larimer, Eagle, Summit, Jackson, Routt, Boulder, Clear Creek és Gilpin megyékkel határos.

## Népesség
A megye népességének változása:
| Lakosok száma | 14 787 | 14 535 | 14 162 | 14 289 | 14 615 | 15 717 |
|               | 2010   | 2011   | 2012   | 2013   | 2015   | 2020   |